# Bundesamt für Strahlenschutz
Das Bundesamt für Strahlenschutz (kurz: BfS) ist eine organisatorisch selbstständige deutsche Bundesoberbehörde im Geschäftsbereich des Bundesministeriums für Umwelt, Klimaschutz, Naturschutz und nukleare Sicherheit. Zu den wesentlichen Aufgaben zählen die Sicherheit und der Schutz von Mensch und Umwelt vor Schäden durch ionisierende und nichtionisierende Strahlung. Das Amt wurde am 1. November 1989 gegründet und hat seinen Sitz in Lebenstedt (Salzgitter), Außenstellen befinden sich in Berlin-Karlshorst, Cottbus, Freiburg im Breisgau, Hochkreuz (Bonn), Neuherberg (Oberschleißheim) und Rendsburg. Das BfS hat ca. 660 Mitarbeiter.

## Geschichte

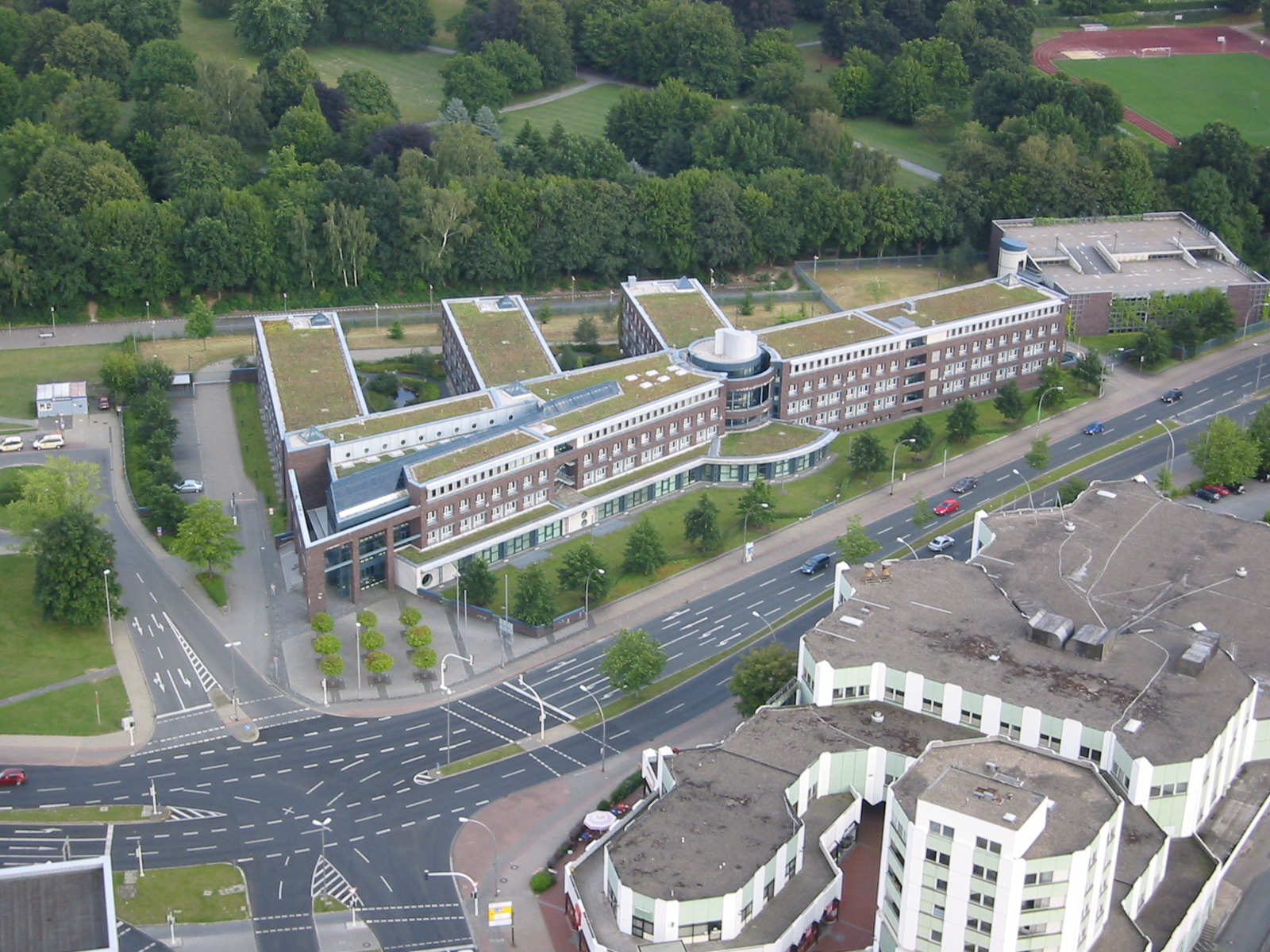
Bundesamt für Strahlenschutz am Bahnhof Salzgitter-Lebenstedt

Das BfS wurde vor dem Hintergrund der Nuklearkatastrophe von Tschernobyl im April 1986 sowie des sogenannten Transnuklear-Skandals im Jahr 1987 mit der Zielrichtung gegründet, die Kompetenzen und Zuständigkeiten auf dem Gebiet des Strahlenschutzes neu zu bündeln. Folgende Organisationseinheiten gingen im BfS auf:
- Abteilung „Sicherstellung und Endlagerung radioaktiver Abfälle“ (SE), Physikalisch-Technische Bundesanstalt, Braunschweig
- Institut für Atmosphärische Radioaktivität (IAR), Bundesamt für Zivilschutz, Freiburg
- Institut für Strahlenhygiene (ISH), Bundesgesundheitsamt, Neuherberg bei München
- Teile der Gesellschaft für Reaktorsicherheit (GRS) mbH, Köln/München

Gründungspräsident wurde Alexander Kaul, der langjährige Leiter des Instituts für Strahlenhygiene und Mitglied der Strahlenschutzkommission, die er im Zuge des Wechsels an die Spitze des BfS verließ. Mit der Wiedervereinigung kamen nach kurzer Zeit darüber hinaus Teile des Staatlichen Amts für Atomsicherheit und Strahlenschutz der ehemaligen DDR hinzu.
Im Jahr 1990 übernahm das BfS die Betriebsführung des Endlagers für radioaktive Abfälle der ehemaligen DDR in Morsleben. In den folgenden Jahren baute es das Ortsdosisleistung (ODL)-Messnetz zur Überwachung der Umweltradioaktivität aus.

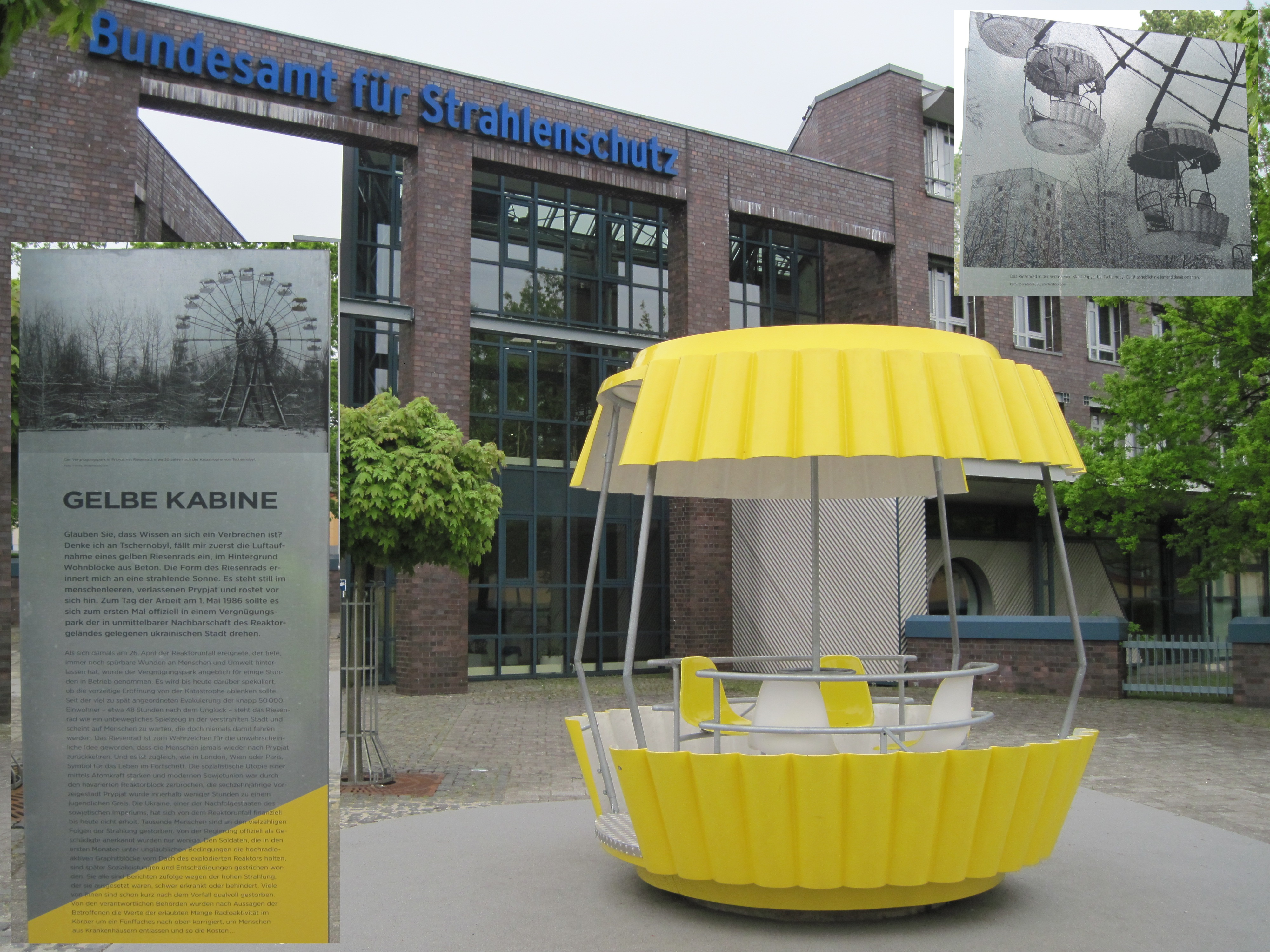
„Gelbe Kabine“ vor dem BfS in Salzgitter-Lebenstedt, Kunst-am-Bau (realisiert 2018). Künstlerin: Iris Musolf, Eigentümerin: Bundesanstalt für Immobilienaufgaben

Zwischen 2001 und 2003 erteilte das BfS die ersten Genehmigungen zur Errichtung von dezentralen Zwischenlagern für abgebrannte Kernbrennstoffe an den Standorten der deutschen Kernkraftwerke. 2009 wurden dem BfS der Betrieb und die unverzügliche Stilllegung der Schachtanlage Asse übertragen. Nach einem Optionenvergleich wurde festgelegt, die Abfälle aus dem Bergwerk zu bergen.
Der Neuanfang bei der Suche nach einem Endlager für hochradioaktive Abfälle hatte 2016 auch eine Neustrukturierung der beteiligten Behörden zur Folge: Aufgaben im Bereich der Entsorgung, Lagerung und Transport von radioaktiven Abfällen sowie der kerntechnischen Sicherheit, für die das BfS zuständig war, wurden zum einen auf das Bundesamt für die Sicherheit der nuklearen Entsorgung (BASE) übertragen, zum anderen auf die Bundesgesellschaft für Endlagerung (BGE). Das BASE hat unter anderem vom BfS auch die Aufgabe übernommen, die Statistik über die meldepflichtigen Ereignisse zu führen. Die Kompetenzen des BfS sind mit der Neuorganisation auf die staatlichen Aufgaben des Strahlenschutzes konzentriert, so zum Beispiel im Bereich des nuklearen Notfallschutzes, der medizinischen Forschung, des Mobilfunks, des UV-Schutzes oder der Messnetze für Radioaktivität in der Umwelt.

## Organisation
Das Amt ist dem Bundesministerium für Umwelt, Klimaschutz, Naturschutz und nukleare Sicherheit (BMUKN) unterstellt. Das BfS wird durch eine Präsidentin geleitet. Bei Abwesenheit wird sie von einem Vizepräsidenten vertreten. Nach der Amtsübergabe im April 2017 ist die Ernährungswissenschaftlerin Inge Paulini Präsidentin des BfS. Ihr Stellvertreter ist seit 2019 der Physiker Florian Rauser.
Das BfS wird organisatorisch in Präsidialbereich und Stabsstellen, die direkt der Amtsleitung unterstellt sind, und die folgenden Abteilungen unterteilt:
- Zentrale Dienste
- Digitalisierung und Organisation
- Wirkungen und Risiken ionisierender und nichtionisierender Strahlung
- Medizinischer und beruflicher Strahlenschutz
- Umweltradioaktivität
- Radiologischer Notfallschutz und Zentralstelle des Bundes (ZDB)

## Aufgaben

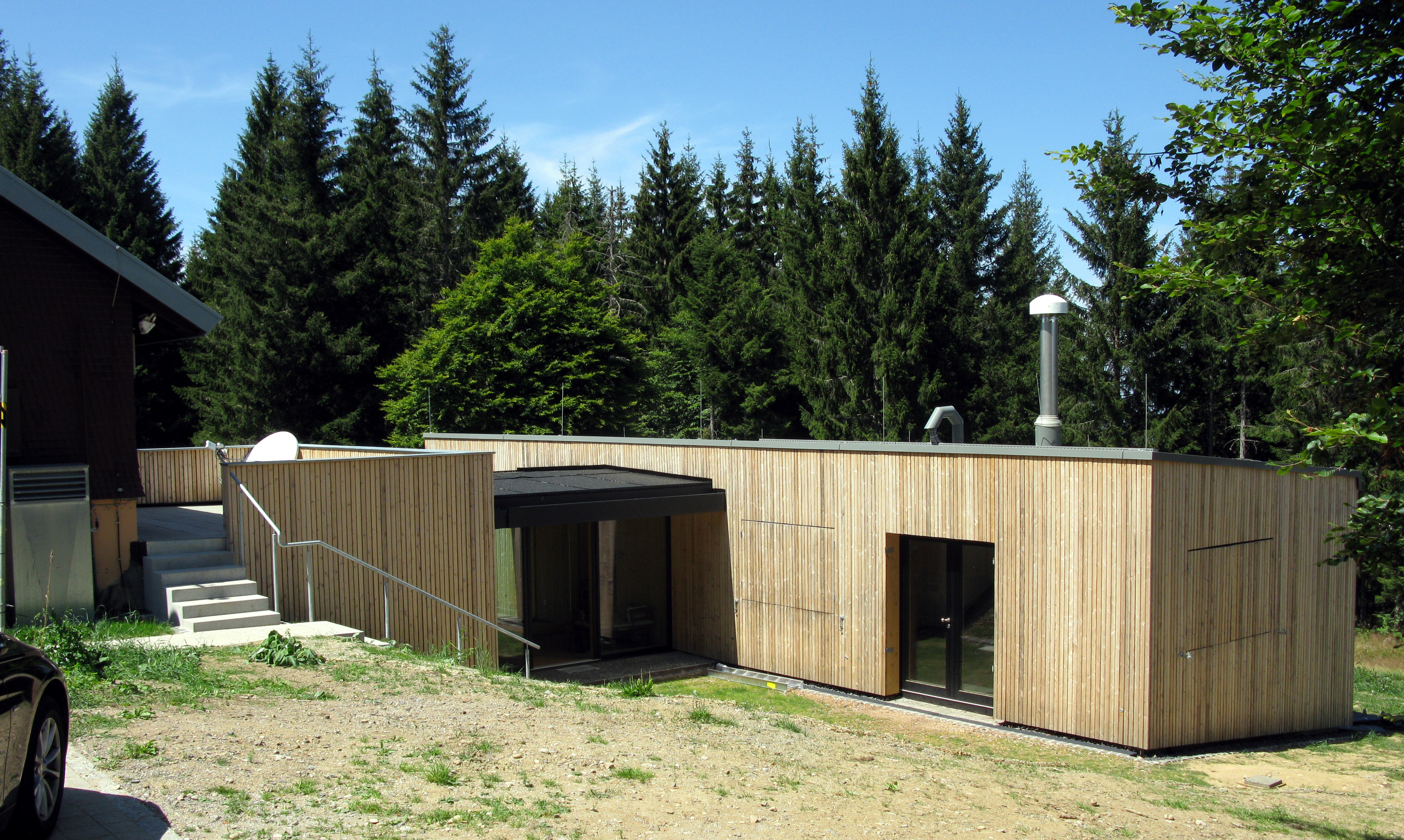
Messstation des BfS auf dem Schauinsland

Zentrale Aufgabe des Bundesamts für Strahlenschutz ist der Schutz von Mensch und Umwelt vor den schädlichen Auswirkungen von Strahlung sowie die Aufklärung über mögliche strahlenschutzbedingte Risiken: Dazu zählen Anwendungen in der Medizin, Strahlenbelastungen im Alltag etwa durch UV- und Mobilfunkstrahlung sowie durch das natürlich vorkommende radioaktive Edelgas Radon, aber auch der Schutz der Bevölkerung in einem radiologischen Notfall. Zu diesem Zweck betreibt das BfS ein Messnetz zur Messung der Umweltradioaktivität mit insgesamt 1800 Messstellen. Die Messstation am Schauinsland ist die einzige deutsche, die auch eine Spurenanalyse radioaktiver Stoffe in der Atmosphäre zur Überwachung des Kernwaffenteststopp-Vertrages durchführt.
Zur elektromagnetischen Umweltverträglichkeit ist seit 2020 ein weiterer Standort bzw. ein Kompetenzzentrum in Cottbus hinzugekommen. Themen sind elektromagnetische Felder, die z. B. beim Ausbau der Stromnetze und des Mobilfunks zu berücksichtigen sind.
Mit dem Strahlenschutzgesetz, das am 27. Juni 2017 erlassen wurde, hat das BfS neue Aufgaben erhalten, beispielsweise bei der Bewertung neuer medizinischer Verfahren oder im Notfallschutz. Das BfS spielt hierbei eine zentrale Rolle. Das Gesetz setzt die EU-Richtlinie 2013/59/EURATOM in nationales Recht um.
Weitere Aufgaben des BfS sind die Führung des Strahlenschutzregisters, in dem die Strahlenexpositionen beruflich strahlenexponierter Personen erfasst wird, sowie die Führung des Registers über hochradioaktive Strahlenquellen (HRQ-Register). Darüber hinaus betreibt das BfS in Neuherberg und Berlin je eine Inkorporationsmessstelle für die Bestimmung radioaktiver Stoffe im menschlichen Körper.
Im Bereich der nuklearspezifischen Gefahrenabwehr (NGA) berät und unterstützt das BfS im Rahmen der Amtshilfe die zuständigen Behörden der Polizei und des Katastrophenschutzes für den Fall, dass radioaktive Stoffe entdeckt wurden. Die „Arbeitsgruppe Nuklearspezifische Gefahrenabwehr“ (AG-NGA) ist Teil der Zentralen Unterstützungsgruppe des Bundes (ZUB).
Eine weitere wichtige Aufgabe des BfS ist die Forschung in Bereichen des Strahlenschutzes und der Strahlenschutzvorsorge. Auf den genannten Gebieten unterstützt das BfS das Bundesministerium für Umwelt, Klimaschutz, Naturschutz und nukleare Sicherheit (BMUKN) fachlich und wissenschaftlich.